# Trận Aschaffenburg
Trận Aschaffenburg là một trận đánh trong cuộc Chiến tranh nước Đức năm 1866, đã diễn ra vào ngày 14 tháng 7 năm 1866, tại Aschaffenburg, Vương quốc Bayern (cách Frankfurt am Main 23 dặm Anh), giữa quân đội Phổ và Liên minh các quốc gia Đức. Trong trận chiến này, sư đoàn số 13 của Vương quốc Phổ dưới quyền chỉ huy của Trung tướng August Karl von Göben đã giành chiến thắng trước sư đoàn Áo thuộc Quân đoàn số 8 của Liên minh dưới sự chỉ huy của tướng Bá tước Neppeirg và một số lực lượng Hessen ở Darmstadt và Kassel, buộc quân đội Liên minh phải rút chạy về hướng nam với thiệt hại rất nặng nề. Trong khi đó, với thắng lợi dễ dàng này, Binh đoàn Main của Phổ do Thượng tướng Bộ binh Eduard Vogel von Falckenstein chỉ huy chỉ chịu thiệt hại nhẹ. Cũng như thắng lợi của ông tại trận Kissingen trước đó, tài nghệ của tướng Von Göben được xem là nguyên nhân chủ yếu cho thành công của các lực lượng Phổ trong trận chiến tại Aschaffenburg, ngoài ra tinh thần chủ bại của binh lính người gốc Venezia trong quân ngũ của Áo cũng tạo điều kiện cho quân Phổ thắng trận. Tiếp theo sau chiến thắng tại Aschaffenburg, Binh đoàn Main của Falckenstein đã tiến đánh Frankfurt am Main và đánh chiếm được thành phố cổ này.
Sau những chiến thắng tại Hammelburg và Kissingen của các sư đoàn thuộc Binh đoàn Main của tướng Falckenstein, viên tướng Phổ đã làm chủ được chiến tuyến sông Saale và tạm thời đánh gục sức mạnh tấn công của quân đội Bayern. Sau đó, ông chuyển tầm nhìn của mình sang Quân đoàn số 8 của Liên minh các quốc gia Đức do Vương công Alexander xứ Hessen-Darmstadt chỉ huy. Theo thượng lệnh của ông, sư đoàn của Von Göben sẽ tiến đánh Aschaffenburg qua Laufach, nơi quân đội của Đại Công quốc Hesse đang án ngữ. Vào ngày 13 tháng 7, nhận được tin về bước tiến của quân đội Phổ, Alexander đã phái một lữ đoàn Áo của Trung tướng Neipperg đến Aschaffenburg. Quân Hessen đã tiến công đội tiền binh của Göben trong trận Laufach nhưng bị quân Phổ đánh tan tác. Cho đến sáng ngày 14 tháng 7, phần lớn sư đoàn của Neipperg đã có mặt tại Aschaffenburg (bản thân ông đã đến vào đêm ngày 13 tháng 7). Được biết về bước tiến của đối phương, Neipperg đã đóng quân ở phía trước và các vùng phụ cận của Aschaffenbirg. Do có nhầm lẫn, sư đoàn số 3 của Hesse – trái với nhiệm vụ phòng ngự bờ trái sông Main – của mình, đã rời khỏi vị trí mà chỉ để lại một số đơn vị hỗ trợ cho Neipperg. Sáng ngày 14 tháng 7, quân đội Phổ đã khởi đầu cuộc tiến công của mình. Dưới sự yểm trợ của lực lượng pháo binh ưu việt và địa hình thuận lợi, quân Phổ đã giành được lợi thế. Mũi tấn công chính của quân Phổ nhằm vào cánh phải của quân Áo, với dự kiến thọc sâu vào những đoạn đường chật hẹp của thị trấn và cắt đứt đường rút chạy của quân Áo. Quân Phổ đã mau chóng chiếm được phần lớn các vị trí tại đây, và khai hỏa về phía ngọn cầu. Viên tướng Áo ở cánh phải và Neipperg ở cánh trái thua trận, song họ rút quân trong trật tự. Pháo binh Áo đã rút lui qua thị trấn, cũng như quân kỵ binh Hesse-Cassel, song họ chịu thiệt hại nặng nề khi qua cầu. Giao tranh trên đường phố và trên cầu không diễn ra quyết liệt và quân đội Phổ nhanh chóng giành thắng lợi toàn diện. Một số lực lượng của Liên minh và pháo binh Hesse không đến được thị trấn, phải chạy dọc theo trạm xe lửa trước khi vượt qua sông Main.
Trong trận đánh này, quân đội Phổ đã bắt được một số lượng lớn tù binh mà phần lớn là người gốc Ý. Cũng giống như trong chiến thắng Laufach vào ngày hôm trước, khí hậu nóng bức và sự mệt nhoài của binh tướng Phổ đã khiến cho họ không thể truy kích đội quân bại trận. Tuy nhiên, lính gác trại của Falckenstein đã bắt giữ được vài trăm tù binh.